# Joe Urso
Joseph John Urso, detto Joe (Sharpsburg, 17 settembre 1916 – Hamilton, 27 aprile 1991), è stato un cestista e allenatore di pallacanestro statunitense, professionista nella NBL.

## Carriera
Giocò per due stagioni nella NBL, disputando complessivamente 44 partite con 5,6 punti di media.